# Inibitori della topoisomerasi
Gli inibitori della topoisomerasi sono composti chimici che bloccano l'azione della topoisomerasi (topoisomerasi II e I), che sono enzimi che controllano i cambiamenti nella struttura del DNA catalizzando la rottura e ricongiunzione del legame fosfodiesterico di filamenti di DNA durante il normale ciclo cellulare.
Negli ultimi anni, le topoisomerasi sono sempre più utilizzate per i trattamenti di chemioterapia dei tumori. Si ritiene che gli inibitori della topoisomerasi blocchino i passaggi del ciclo cellulare, generando interruzioni singole e doppie che danneggiano l'integrità del genoma. L'introduzione di queste interruzioni porta ad apoptosi e alla morte cellulare.
Gli inibitori della topoisomerasi sono anche come agenti antibatterici. I chinoloni (tra cui l'acido nalidixico e la ciprofloxacina) hanno questa funzione.